# Le Beau Monde (téléfilm)
Pour les articles homonymes, voir Le Beau Monde.
Le Beau Monde est un téléfilm français réalisé par Michel Polac diffusé en 1981.

## Synopsis
Jean-Pierre fait du porte-à-porte pour vendre des assurances. Il attend avec impatience les vacances d'été qu'il doit passer avec sa compagne au bord de la mer. Mais à quelques jours du départ, la grand-mère de celle-ci se casse le col du fémur et elle doit aller l'aider à Tourcoing. Affligé par la perspective de ces vacances, Jean-Pierre décide de partir seul en stop, sans autre but que celui des conducteurs qu'il croisera. Dans une station service, il rencontre Éric, un vieil homme visiblement fortuné. Lors du voyage à bord de la luxueuse Jaguar, celui-ci l'invite à passer quelques jours dans sa villa de Saint-Tropez. Sur place, Jean-Pierre est ébloui par le monde de luxe et de décadence qui s'offre à lui.

## Fiche technique
- Réalisation : Michel Polac
- Scénario : Michel Polac
- Musique : Michel Portal
- Pays :  France
- Durée : 90 minutes
- Première diffusion : 6 juin 1981

## Distribution
- Fabrice Luchini : Jean-Pierre Davier
- Judith Magre : Anna
- Alexandra Stewart : Diane
- Roland Dubillard : Bertrand II
- Christian Marquand : Bertrand I
- Gregor von Rezzori : Éric
- Guilhaine Dubos : Sylvie
- Stéphane Audran : Ariane
- Vernon Dobtcheff : Pablo
- Claude Chauvin : Le joueur de poker
- Georges Koulouris : Un assureur
- Denis Pavillon : Un assureur
- Richard Guedj : Un assureur
- Richard Martin : Un assureur
- Yvonne Gamy : Mme Vinet